# 塔什塔戈爾
52°47′00″N 87°53′00″E / 52.7833°N 87.8833°E
塔什塔戈爾（俄语：Таштаго́л）是俄羅斯克麥羅沃州南部的一個城市，位於克麥羅沃以南511公里、鐵路的終站。2024年人口21,000人。
1939年建立。1963年設市。